# Ding'an
Ding'an léase Ding-Án (en chino:定安县, pinyin:Dìng'ān xiàn) es uno de los cuatro condados bajo la administración directa de la provincia de Hainan. Se ubica al sur de la República Popular China. Tiene 45,50 kilómetros de ancho de este a oeste, 68 kilómetros de norte a sur y una longitud de frontera de 251,50 kilómetros. La población del condado es de 310 000 habitantes y el área es de 1189 kilómetros cuadrados. .

## Administración
El  autónomo de Ding'an se divide en 10 poblados.